# F-Zero: Maximum Velocity
F-Zero: Maximum Velocity (F-Zero for Game Boy Advance en version originale japonaise) est un jeu vidéo de course développé par Nintendo Cube et édité par Nintendo, sorti en 2001 sur Game Boy Advance. Il s'agit du troisième opus de la série F-Zero. Il était disponible au lancement de la console.

## Système de jeu
F-Zero: Maximum Velocity est un jeu de course qui se déroule dans un cadre futuriste. Au début du jeu, le joueur dispose de quatre vaisseau, chacun maximisant une caractéristique parmi accélération, vitesse, maniabilité et solidité. Le but est de remporter la course en maniant son véhicule à haute vitesse sur un circuit semé d'obstacles et aux virages sinueux. Le hors-piste pénalise le joueur en le ralentissant tout comme les chocs avec les adversaires tandis que des boosts au sol lui donne une accélération temporaire,. À chaque victoire, le joueur accède à un nouveau niveau et débloque aussi de nouveaux bolides. Le jeu contient un total de quinze courses.
Le multijoueur est possible jusqu'à quatre joueurs notamment par le biais de câbles link.

## Accueil
- Jeuxvideo.com : 16/20[3]
- Nintendo Life : 8/10[5]
- Eurogamer : 9/10[6]
- Consoles + : 85%[4]